# 細川ゆかり
細川 ゆかり（ほそかわ ゆかり、2004年11月21日 - ）は、日本の元プロレスラー、元アイドル。

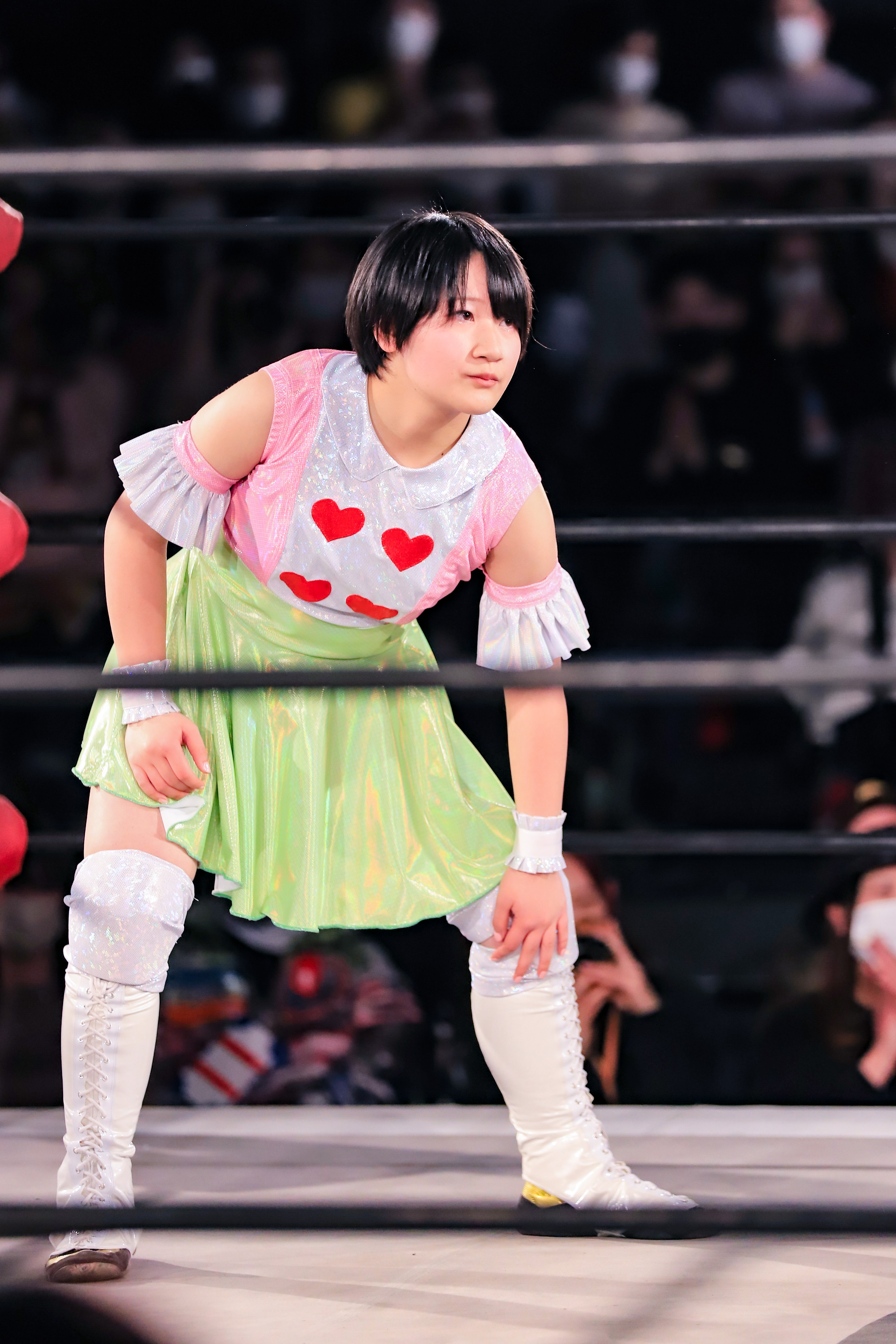
2023.02.15 GLEAT新宿FACE大会にて撮影

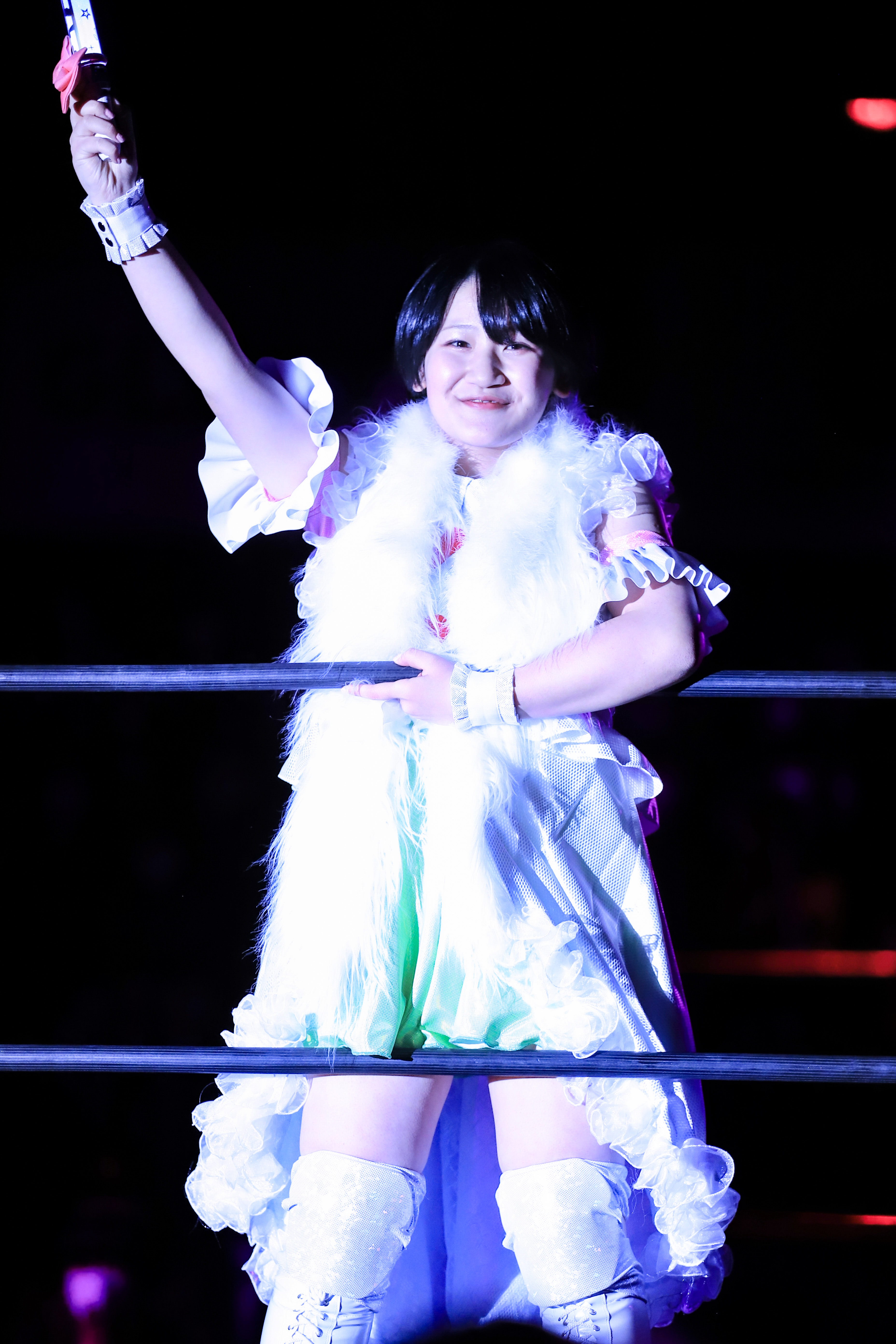
2023.02.15 GLEAT 新宿FACE大会 細川ゆかり選手

## 所属
- 我闘雲舞（2019年 - 2021年）
- GLEAT（2021年 - 2023年）

## 経歴・戦歴
アイドルグループ 民謡ガールズ（WAWAWA、2015年 - 2020年）のメンバー「ゆとり」として在籍。2016年にはメジャーデビューを果たす（当時：小学6年生）。
2017年
カサンドラ宮城に憧れて、HEAT-UPのプロレス教室「HEAT-UP道場」に通い始める。
2018年
4月、「HEAT-UP道場」にてさくらえみによる女子プロレスクラスが開講し参加。
6月23日、HEAT-UPカルッツかわさき大会の前座「HEAT-UP道場発表会」にて、さくらえみとのエキビジョンマッチ（3分）を公開（リングネームはリンリン）。
2019年
1月25日、アクトレスガールズBeginning新木場大会にて、本間多恵戦に参加（10分1本勝負）。事実上、これがプロレスデビューではあるが、ライブ配信サイトmystaのイベント企画によるものであり、この時点ではプロデビューしていない。
我闘雲舞に練習生として入団し、8月29日、新木場大会にてさくらえみとシングルマッチで本格プロデビュー。
10月27日の定期公演をもって「民謡ガールズ」を卒業。
2021年
7月20日、我闘雲舞を退団。
9月9日、GLEAT記者会見に登場し、細川ゆかりとして入団を発表。
12月30日、GLEAT ver.2にて、GLEATデビューを果たす。
2022年
学業優先のため4月から関東大会のみの限定出場であったが、7月1日の興行をもって一旦休業。
2023年
2月15日、受験に合格し活動再開、新宿FACEにて行われたウナギ・サヤカ戦で復帰。
12月30日、GLEAT Ver.7、試合後のバックヤードにて、この日をもってプロレス引退を発表した。理由の一つとして教員免許取得のため学業の専念すること。

## 人物
- 前述の通りカサンドラ宮城に憧れている。幼少期にプロレス会場で宮城から「カサンドラ軍に入れてあげる」と言葉を貰い感動、自身がプロレスラーになる夢を抱くきっかけとなった。2021年9月より、憧れの宮城と同じGLEAT所属となっている。
- 劇団四季で子役を演じたことがある[3]。
- 高校では相撲部に入部[3]、國學院大學入学後も女子相撲部に入部した。
- 資格マニアであり、原付免許[4]、第二種電気工事士[3]、手話技能検定4級[3]、情報技術検定3級[3]、危険物取扱者乙4[3]、第二級陸上特殊無線技士・海上特殊無線技士を取得[5]。
- リンリン時代は主にツインテールの髪型が特徴的であったが、GLEAT入団会見以降はストレートになっている。

## 得意技
鎌固め
腕ひしぎ十字固め
クロスボディアタック

## 入場曲
- ROAD OF RINRIN（我闘雲舞時代）